# 化学混合流爆炸方程
化学混合流爆炸方程是一组模拟化学混合流爆炸波的二元非线性偏微分方程：
{\displaystyle v(x,t)_{x}-v(x,t)*(1/2)*u(x,t)/\beta +\gamma *\kappa =0}

{\displaystyle u(x,t)_{t}+u(x,t)*u(x,t)_{x}-\alpha *v(x,t)_{x}-\beta *u(x,t)_{x}=0}